# Ryūgū-jō
Cet article concerne le palais mythique japonais. Pour l'astéroïde, voir (162173) Ryugu.

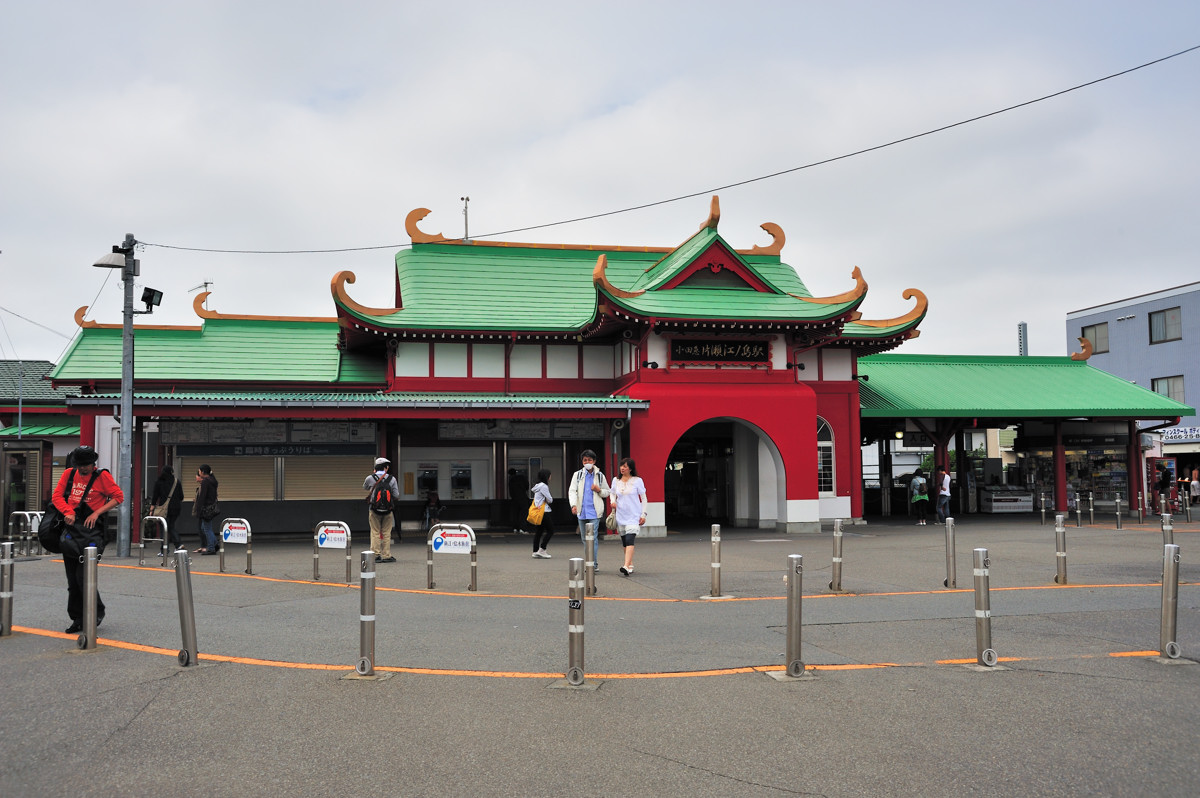
La gare de Katase-Enoshima

Dans la mythologie japonaise, le Ryūgū-jō (竜宮城/龍宮城) est le palais sous-marin de Ryūjin, le dieu dragon de la mer.
Selon la version de la légende, il est construit de corail rouge et blanc ou de cristal solide. Sur chacun des quatre côtés du palais,  une saison différente est illustrée.
Les résidents du palais, habitants de la mer, sont les serviteurs de Ryūjin. Par ailleurs,  un jour dans le palais est égal à un siècle à l'extérieur de ses frontières. Dans une légende, Urashima Tarō visita le Ryūgū-jō pendant sept jours.
La gare de Katase-Enoshima à Fujisawa, dans la préfecture de Kanagawa, est conçue de manière à évoquer le Ryūgū-jō.
L'astéroïde (162173) Ryugu a été nommé d'après ce mythe.